# المرشد المعين على الضروري من علوم الدين
متن ابن عاشر المسمى (المرشد المعين على الضروري من علوم الدين) هو كتاب للإمام عبد الواحد بن عاشر المالكي الأشعري الصوفي (ت 1040هـ = 1631م) عبارة عن منظومة في أصول الدين على مذهب الإمام مالك ضمّت 317 بيتاً من بحر الرجز في العقيدة والفقه والسلوك ، وهي منظومة ذاع صيتها وتلقتها الأمة الإسلامية بالقبول حتى اعتبرت درَّة من دُرر الفقه المالكي.
والمنظومة وإن كانت صغيرة الحجم، فقد جمعت أصول الدين وفروعه، مما لا يسع المسلم جهله، في أوجز لفظ، وأوضح عبارة، تقيد فيها ابن عاشر بالمذهب المالكي، ولم يخرج عن المشهور، والراجح، والمعمول به، والمنظومة كذلك لا تخلو من دليل يرتكز على الكتاب والسنة والأصول التي اعتمدها المالكية في مذهبهم، لذلك ظلت المنظومة ولا تزال المنطلق الأول لمن أراد دراسة الفقه المالكي.
كما اتسمت العناية بالنظم من لدن العلماء بالوفرة والتنوع، إذ منهم من خصه بالشرح المطول لسائر أبواب النظم، ومنهم من أفرد أحد الأبواب الثلاثة بالشرح المستفيض أي العقيدة أو الفقه أو التصوف، ومنهم من اكتفى بالشرح المختصر، ومنهم من اتجهت عنايته إلى شرحه شرحاً إشارياً على اصطلاح أهل التصوف.
ولقد خص العلامة ابن عاشر علم الاعتقاد بكتاب مستقل من منظومته المذكورة، قصد فيه إلى بيان أمهات العقائد على مذهب الإمام المجدد أبي الحسن الأشعري (ت 324هـ)، حيث جاءت مقاصده معربة عن التوجهات الأصلية الكبرى للمذهب الأشعري، والتي ينتظمها أصل التنزيه والتعظيم مقصداً، وأصل الوسطية والاعتدال منهجاً.

## نبذة عن المؤلف
هو أبي محمد عبد الواحد بن أحمد بن علي بن عاشر الأنصاري نسباً، الأندلسي أصلاً، نشأ بفاس التي ولد بها سنة 990هـ، وبها تلقى تعليمه. ذكر الفضيلي أنه من حفدة الشيخ أبي العباس أحمد بن محمد بن عمر ابن عاشر السلاوي المتوفى سنة 765هـ. وقد تصدَّر للتدريس والمشيخة والخطابة، وشارك في جل العلوم وخصوصاً في علم القراءات والرسم والضبط والنحو والإعراب وعلم الكلام والأصول والفقه. وتوفي بفاس سنة 1040هـ بعد مرض مفاجئ أصابه.
قال عنه الصغير الإفراني: كان ذا سمت حسن، مثابراً في تعليم الناس زاهداً في الدنيا، يأكل من كد يمينه، يضرب في الأرض على طلب الحلال، متواضعاً حسن الأخلاق، كثير الإنصاف في المباحثة، يأخد العلم ممن هو دونه، يتولى جميع أموره بيده ويباشر شراء حوائجه من السوق بيده.
وقال عنه صاحب سلوة الأنفاس: كان -رحمه الله- ممن له التبحر في العلوم، والمشاركة في الفنون، عالماً عاملاً، عابداً ورعاً زاهداً... وله اليد الطولى في علم القراءة، يبحث مع الجعبري، وله حاشية عليه، وانفرد في عصره بعلم الرسم، وله شرح عجيب على «مورد الظمآن»، سماه «فتح المنان»، وأدرج فيه تأليفاً آخر سماه: «الإعلان بتكميل مورد الظمآن» في كيفية رسم قراءة غير نافع من بقية السبعة في نحو خمسين بيتاً وشرحه، وله أيضاً الباع الطويل في النحو والصرف والتفسير، والفقه والتصوف والأصلين، والمنطق والبيان والعروض، والطب والتوقيت والتعديل، والحساب والفرائض... وغير ذلك. وألف - رحمه الله – تآليف عديدة في غاية التحرير والإتقان، منها: نظمه المشهور في قواعد الإسلام الخمس ومبادئ التصوف، وهو المسمى «بالمرشد المعين على الضروري من علوم الدين»، ابتدأ نظمه حين أحرم بالحج، فنظم أفعال الحج مرتبة من قوله: وإن تُرد ترتيب حجك...إلى آخره. ثم لما انفصل عن حجه، كمل ما يتعلق بالقواعد الخمس.
وإلى جانب تأليفه للمرشد المعين، ألف الشيخ ابن عاشر مجموعة من الكتب، منها:
- تقييد على العقيدة الكبرى للإمام محمد بن يوسف السنوسي.
- شرح على مختصر خليل من النكاح إلى العلم.
- شفاء القلب الجريح بشرح بردة المديح.
- مقطعات في جمع نظائر مهمة من الفقه والنحو.

## محتوى الكتاب
يمهد في فاتحتها بخمسة أبيات يذكر فيها مقصوده من نظمها، وأنه شرع فيها حين أحرامه بالحج، ثم لما انفصل عن حجه كمَّل ما يتعلق بقواعد الإسلام الخمس، ولخص هدفه منها بقوله:
وأتبع هذا التمهيد، مقدمة عقدية بين فيها العقيدة الأشعرية، وقواعد الإسلام الخمس في حدود 42 بيتاً، ثم أعقبها بمقدمة أخرى في علم أصول الفقه في 6 أبيات بيَّن فيها الحكم الشرعي وأقسامه وشروطه، ثم أحكام الطهارة بما يشمله من وضوء، وغسل، وتيمم في 45 بيتاً بيَّن فيها فرائض الوضوء وسننه ونواقضه، وفرائض الغسل ومندوباته وموجباته، والتيمم وأحكامه، ثم نظم أحكام الصلاة وما يتعلق بها في حدود 85 بيتاً ذكر فيها فرائضها وشروطها وسننها ومندوباتها ومكروهاتها، وأحكام الأذان والقصر في السفر، ثم ذكر الصلوات الخمس المفروضة والصلوات المسنونة والمستحبة، وأحكام سجود السهو وصلاة الجمعة وشروط الإمام، ثم أحكام الزكاة وأنواعها ومصارفها في 29 بيتاً، ثم أحكام الصيام الفرض منه والمستحب في 18 بيتاً، ثم أحكام الحج والعمرة في 62 بيتاً، ثم ختم نظمه بالتصوف ومبادئه في 27 بيتاً على طريقة الإمام الجنيد البغدادي فيما يخص التوبة والاستغفار والكف عن المحارم وتطهير القلب من الأدران ومحاسبة النفس.

## شروحه ومختصراته

كتاب: الدر الثمين والمورد المعين شرح المرشد المعين على الضروري من علوم الدين لابن عاشر، وقد قام العلامة محمد ميارة الفاسي (ت 1072هـ) بشرح ما ورد في الكتاب شرحاً جلياً ودقيقاً حتى يسهل فهمه على طلاب العلم.

تلقت الأمة هذه المنظومة بالقبول والاستحسان، حيث أفردها علماء الغرب الإسلامي على الخصوص بالشروح حتى أصبحت مستنداً لكل طالب علم، وتصدَّر تدريسها الحلقات العلمية بالمساجد والمعاهد، ووجَّه العلماء طلبتهم لحفظها ومدارستها. فكثرت شروحها ومختصراتها، والتي منها:
- الدر الثمين والمورد المعين شرح المرشد المعين لتلميذه الأبر الشيخ محمد ميارة الفاسي.
- مورد الشارعين في قراءة المرشد المعين للأستاذ عبد الصمد التهامي كنون.
- النور المبين على المرشد المعين للعلامة المحقق الشيخ محمد بن يوسف المعروف بالكافي.
- الحبل المتين على نظم المرشد المعين للفقيه محمد بن محمد بن عبد الله بن المبارك الفتحي المعروف بابن المؤقت المراكشي.
- مفيد العباد سواء العاكف فيه والبادي للشيخ أحمد بن البشير الغلاوي الشنقيطي.
- العرف الناشر في شرح وأدلة فقه متن ابن عاشر للمختار بن العربي الجزائري الشنقيطي.
- شرح منظومة ابن عاشر في الفقه المالكي لأحمد مصطفى قاسم الطهطاوي.
- توضيح الدين على المرشد المعين لمحمد الطيب بن أحمد بن الحسن بوسنّة الجزائري.
- التمكين لأدلة المرشد المعين لأحمد الورايني.
- المبين عن أدلة المرشد المعين للأستاذ محمد العمراوي.
- الكلام المفهوم على متن ابن عاشر المنظوم لعلال نوريم.
- الوجيز في شرح المرشد المعين للأستاذ محمد أبو عمر.

بالإضافة إلى بعض الحواشي والمختصرات، كمختصر الدر الثمين للشيخ محمد ميارة، وشرح الشيخ الطيب بن كيران، وحاشية الفقيه الطالب بن الحاج على شرح ميارة، وشرح الشيخ علي بن عبد الصادق العبادي، وسمى شرحه: (إرشاد المريدين لفهم معاني المرشد المعين).

## ثناء العلماء عليها

كتاب: المنح القدوسية في شرح المرشد المعين على الضروري من علوم الدين بطريق الصوفية من أهم كتب التصوف، المتن للشيخ عبد الواحد بن عاشر من فقهاء المالكية تكلم فيه عن أحكام الدين الضرورية من فقه وتوحيد وتصوف وجاء شرح الشيخ العارف بالله أحمد بن مصطفى العلاوي المستغانمي (ت 1353هـ) كاشفاً عن الأنوار والأسرار الربانية.

قد عرف العلماء لهذه المنظومة قدرها، فأقبلوا على تدريسها في حلقاتهم العلمية، ووجهوا طلبتهم إلى حفظها، ووضعوا عليها التقاييد والشروح والختمات التي لا تحصى كثرة، ومن ثنائهم عليها وامتداحهم لها، ما أنشده العلامة أبو عبد الله محمد بن أحمد العياشي؛ إذ قال:
وعنها يقول تلميذه العلامة محمد ميارة (ت 1072هـ)، وهو يعدد تآليف الإمام ابن عاشر: «ألف تآليف عديدة، منها هذه المنظومة العديمة المثال في الاختصار، وكثرة الفوائد والتحقيق، ومحاذاة مختصر الشيخ خليل، والجمع بين أصول الدين وفروعه، بحيث إن من قرأها وفهم مسائلها، خرج قطعاً من ربقة التقليد والمختلف في صحة إيمان صاحبه، وأدى ما أوجب الله عليه تعلمه من العلم الواجب على الأعيان».
واعتباراً لقيمة هذه المنظومة، نجدها معتمدة من كبار الفقهاء المالكية؛ فالإمام أبو عبد الله محمد بن أحمد بن عرفة الدسوقي (ت 1203هـ) ينقل عنها في أكثر من 83 موضعاً من حاشيته على أحمد الدردير في شرح مختصر خليل، وبلغت النقول عنها عند العلامة محمد عليش (ت 1299هـ) إلى مائة نقل في منح الجليل شرح مختصر خليل، وحوالي ثلاثة عشر نقلاً عند الإمام أحمد الصاوي (ت 1241هـ) في كتابه بلغة السالك لأقرب المسالك.

## طبعاته
طبع هذا الكتاب عدة طبعات من مختلف دور النشر العربية، سواء بمفرده أو مع شروحه وخاصة شرح الإمام محمد ميارة الفاسي، وطبع متنه مستقلاً عام 1262هـ بفاس، ثم بمصر عام 1300هـ، وتوالت طبعاته منها: طبعة مكتبة دار إحياء الكتب العربية عيسى البابي الحلبي وشركاه، ثم طبعة دار الفكر، ومنها طبعة وزارة الأوقاف والشؤون الإسلامية المغربية بمناسبة مطلع القرن الخامس عشر الهجري -مطبعة فضالة- المغرب.

## وصلات خارجية
- صفحة الكتاب على موقع جودريدز
- منظومة المرشد المعين على الضروري من علوم الدين
- الدر الثمين والمورد المعين شرح المرشد المعين على الضروري من علوم الدين لابن عاشر